# Iliass Ojja
 (août 2016).
Si vous disposez d'ouvrages ou d'articles de référence ou si vous connaissez des sites web de qualité traitant du thème abordé ici, merci de compléter l'article en donnant les références utiles à sa vérifiabilité et en les liant à la section « Notes et références ».
Iliass Ojja, né le  27 mai 1988 à Amsterdam (Pays-Bas), est un acteur néerlandais d'origine marocaine. En 2011, il a joué le rôle du jury dans l'édition Kunstbende à Gand, en Belgique.

## Biographie
Issue de parents Marocains originaires de Nador ( père ) et de Khemisset ( Mère ) ils partent de Nador dans les années 80 pour s’installer à Amsterdam.

Ilias est l’ainé de 2 sœurs.
Ilias grandit dans la banlieue hollandaise d'Amsterdam.

## Filmographie

### Cinéma
- 2004 : Shouf Shouf Habibi! : Driss Bentarek
- 2005 : Offers (nl) : Khalid Al Gatawi
- 2005 : Keyzer & De Boer Advocaten : Hamid Abdallah
- 2007 : Kicks (nl) : Karim
- 2008 : Moes : Moustafa El Hamri
- 2008 : Dunya en Desie in Marokko (nl) : Souffian El-Beneni
- 2008 : Radeloos (nl) : Hafid
- 2008 : Flikken Maastricht : Driss Benali
- 2009 : Kinderen geen bezwaar (nl) : Hamza
- 2009 : Taartman (nl) : Osman
- 2011 : Pizza Maffia (nl) : Bram[4]
- 2012 : Zombibi : Kadir Barachi
- 2012 : Snackbar (nl) : Nouredine
- 2015 : Undercover de film : Mounir

### Séries télévisées
- 2006 : Shouf Shouf! (nl) : Driss Bentarek (32 épisodes)
- 2010 : SpangaS : MC Funky Bizz (4 épisodes)